# إدوارد إتش بروكس
إدوارد إتش بروكس (بالإنجليزية: Edward H. Brooks) هو عسكري أمريكي، ولد في 25 أبريل 1893 في كونكورد في الولايات المتحدة، وتوفي بنفس المكان في 10 أكتوبر 1978.